# Aristobrotica
Aristobrotica is een geslacht van kevers uit de familie bladkevers (Chrysomelidae).
De wetenschappelijke naam van het geslacht werd in 1956 gepubliceerd door Bechyne.

## Soorten
- Aristobrotica allardi (Jacoby, 1887)
- Aristobrotica angulicollis (Erichson, 1878)
- Aristobrotica anisocincta (Bechyne, 1958)
- Aristobrotica atrilineata (Blake, 1966)
- Aristobrotica belemea (Gahan, 1891)
- Aristobrotica bowditchi (Bechyne, 1958)
- Aristobrotica conformis (Gahan, 1891)
- Aristobrotica delecta (Gahan, 1891)
- Aristobrotica discreta (Weise, 1921)
- Aristobrotica excisa (Weise, 1921)
- Aristobrotica flavonotata (Jacoby, 1880)
- Aristobrotica marinipennis (Gahan, 1891)
- Aristobrotica mirapeua de A, 1997
- Aristobrotica nigrovittulata (Baly, 1886)
- Aristobrotica paraensis (Baly, 1886)
- Aristobrotica proba (Weise, 1921)
- Aristobrotica spectabilis (Baly, 1891)
- Aristobrotica steinheili (Baly, 1886)
- Aristobrotica zelota (Gahan, 1891)